# نديم محمد
نديم محمد، الملقب بشاعر الألم، سوري ولد في عام 1908 في قرية عين شقاق في قضاء جبلة ـ محافظة اللاذقية.

## تعليمه
تعلم القراءة والقرآن في القرية على يد شيخ الكتاب أولاً، ثم أرسل إلى المدرسة في قرية (العنازة) في منطقة بانياس الساحل، لتعلم قواعد اللغة العربية ومنها مدرسة (الفرير) في اللاذقية، ثم إلى جبلة ونال منها الشهادة الابتدائية في عام 1925.
وفي عام 1926 أرسل إلى مدرسة اللاييك في بيروت، وبعد سنة ونيف سافر إلى فرنسا لإتمام الدراسة في جامعة مونبيلييه حيث حصل على الإجازة في الأدب العربي، وانتقل إلى سويسرا لدراسة الحقوق، ولكنه عاد في عام 1930 لأسباب خاصة دون أن يكمل دراسته.

## حياته المهنية
شغل العديد من الوظائف بدءاً من عام 1933 وكان في جميعها مشاكساً، وكان آخرها مديراً للمركز الثقافي في (الحفة) ثم خبيراً في وزارة الإعلام، حيث عاوده المرض الذي كان قد أصيب به في عام 1939 وهو التدرن الرئوي، وأدخل في مصح (بحنس) في جبل لبنان، وفي أواخر أيامه تعالج في مشفى المواساة في دمشق إلى أن توفاه الله في بيت ابن اخيه وحافظ تراثه الادبي غسان حسن في قرية عين شقاق في السابع عشر من شهر كانون الثاني عام 1994 عن عمر ناهز السادسة والثمانين.

## أعماله وشهرته
أشهر دواوينه «آلام» بثلاثة أجزاء.
قال عنه عميد الأدب العربي الدكتور طه حسين عن ديوانه (آلام) في مؤتمر الأدباء العرب في بلودان: «لو لم يكن لهذا الشاعر إلاَّ هذا الديوان فحريٌّ بالشعر العربي أن يضمه إلى فحوله الكبار».

### نماذج من قصائده
لا يدخلنْ أحدٌ كوخي فلست أرى
في الداخلين سوى لصٍ ومغتاب
جارٌ من الوحش أو طيرٌ أعلمها
أوفى وأخلص من جاري وأترابي
حولي من الذئب والعقبان طائفةٌ
هم كل صحبي وسماري وأحبابي

## وصلات خارجية
- نديم محمد على موقع أرشيف الشارخ.
- اضاءات: نديم محمد: شاعر الألم والكبرياء - جبلة.كوم